# 渡辺勝也
渡辺 勝也（わたなべ かつや、1965年（昭和40年）9月20日 - ）は、主に特撮テレビドラマ作品の監督・演出家。神奈川県出身。愛称はナベカツ。独身。

## 来歴・人物
専門学校を卒業した後、1986年放送の『超新星フラッシュマン』第10話・第11話（東條昭平組）にて、サード助監督として初めて映像作品の現場に携わる。当時、同番組に参加していたセカンド助監督が入院で2か月外れることになり、専門学校の紹介で当初はその2か月だけ参加する予定だったが、セカンド助監督が長期療養のため戻ってこなかったため、そのままシリーズに携わることになった。
それ以降もスーパー戦隊シリーズの助監督を務め、『光戦隊マスクマン』第4話から『高速戦隊ターボレンジャー』までチーフに昇進した諸田敏のもとでセカンド助監督、『地球戦隊ファイブマン』より諸田と各話交代でチーフ助監督、『鳥人戦隊ジェットマン』より単独でチーフ助監督とキャリアを重ねた。中学生当時の夢が「脚本家になる」だったことから、初チーフ助監督を務めた『ジェットマン』では脚本も執筆してプロデューサーの鈴木武幸にアピールするなど、助監督の業務以外でも精力的に活動していた。この脚本は採用こそされなかったものの、そういった動きは監督の雨宮慶太も認めており、鈴木に対して「若手を監督に抜擢してはどうか」と進言したという。また、同番組の第49話「マリア…その愛と死」後半部の撮影中、担当監督の蓑輪雅夫がロケ現場の海岸で転倒して骨折し、急遽入院することになった際には、その時点で撮りきれていなかったカットを蓑輪が病院のベッドで書き上げた絵コンテをもとに演出した。
こうした経験を経て、翌1992年放送の『恐竜戦隊ジュウレンジャー』第11話「ご主人さま！」で、26歳にして監督デビューを果たす。翌年には『五星戦隊ダイレンジャー』で早くも重要エピソードを多数任され、続く『忍者戦隊カクレンジャー』では同作品の最多演出を果たした。それ以降、同シリーズ以外でも『重甲ビーファイター』や初のパイロット担当作である『テツワン探偵ロボタック』、それに『仮面ライダークウガ』や『仮面ライダーガッチャード』などにも監督として携わるなど、30年以上にわたり、東映制作の特撮テレビドラマにおいて中心的な役割を果たしている。また2017年には監督業を一時休業し、演劇ワークショップで講師も務めた。

## 作風・モチーフ
- 渡辺の演出について、多くの出演者が長回しが特徴であると述べている[7][8][9][10]。
- 派手な演出が特徴。またキャラクターの目に炎を映し出すのも得意で東映の白倉伸一郎は渡辺演出をしばしば「目に炎のナベカツ演出」と評している。人物の目元のアップをよく用いる。夕陽をバックに使うのも特徴で、夕陽の渡辺とも呼ばれることもある。
- スタッフなどからは「ハイスピードの申し子」、「ナベちゃんの演出は拳（こぶし）に尽きる」などと評されている。また、ハイスピードとは対照的に自身がファンであるジョン・ウーの演出を意識してスローモーションを使用することも多い。
- 自身が担当した回では、マスクオフの演出を重視することも特徴の一つである。
- 『ハリケンジャー』を除いて[注釈 3]渡辺がパイロットを務めたシリーズ作品では、エンディング映像で主人公にダンスを踊らせている[注釈 4]。
- 渡辺について『特捜戦隊デカレンジャー』に出演したさいねい龍二は、自身の撮りたいビジョンが明確で、カット割りが細かったと証言している[11]。
- 『魔法戦隊マジレンジャー』に出演した橋本淳は、オーソドックスなドラマを撮ることに長け、マジレンジャーをどう格好良く見せるかに主軸を置いていたと証言している[12]。
- 『獣電戦隊キョウリュウジャー』のチーフプロデューサーである大森敬仁は、アイテムを撮りたがる竹本昇に対し、渡辺は人を重視するためドラマ性の強い回を割り振っている[13]。
- 『獣電戦隊キョウリュウジャー』に出演していた丸山敦史は「男のカッコよさ」を撮ってくれると評している[14]。
- 刑事ドラマを愛好しており、『デカレンジャー』への起用はそのことが東映に知られていたためであったと述べている[3]。同作品第37話では『非情のライセンス』をオマージュした演出を行っている[3]。小澤亮太は、『ゴーカイジャー』の現場ではテレビドラマ『相棒』の話をしながら演出を行っていたことを証言している[7]。
- 忍者・時代劇のテイストが入ったストーリーを多く手掛けている。『忍者戦隊カクレンジャー』では最多演出、『忍風戦隊ハリケンジャー』ではメイン＆パイロット＆最多演出、さらには『超忍者隊イナズマ!』シリーズも担当。ほかには『侍戦隊シンケンジャー』と『手裏剣戦隊ニンニンジャー』にも参加している。2001年（平成13年）当時の雑誌インタビューでこれまでで最も愛着のある作品は『カクレンジャー』であったといい、「またいずれは忍者ものがやりたい」と答えていた[15]。その翌年に放映されたのが『ハリケンジャー』である。渡辺は『仮面の忍者 赤影』を愛好しており、『ハリケンジャー』への起用は東映にそのことが知られていたためであると述べている[3]。『カクレンジャー』『マジレンジャー』『ニンニンジャー』などでは『赤影』をオマージュした演出を行っている[2]。
- スーパー戦隊シリーズでは恐竜をモチーフとした『恐竜戦隊ジュウレンジャー』『爆竜戦隊アバレンジャー』『獣電戦隊キョウリュウジャー』『騎士竜戦隊リュウソウジャー』の4作品にも参加している[4]。渡辺はこれらの作品について、モチーフは同じでも時代によって撮影技術や世間の流行などの違いにより画面作りが変わってくると述べている[4]。
- スーパー戦隊シリーズで助監督を務めた荒川史絵は、渡辺は自ら車で出向いてロケハンを行い、ロケ地の提案をすることが多く、ロケ地を活かした撮影を行うと証言している[16]。

## エピソード
- 子供番組が好きで演出を学んでいたため、専門学校を卒業する際の就職斡旋では当時子供番組を制作していた東映と国際放映を志望し、東映にスタッフを派遣している企業を紹介された[3]。当初は空きがあった刑事ドラマの録音部への配属を提示されていたが、そちらが埋まったため『フラッシュマン』へ配属された[3]。渡辺自身は子供番組志望であったため、願ったり叶ったりであったと述べている[3]。
- 30歳のときに参加した『激走戦隊カーレンジャー』では第2期、第3期のオープニング演出を担当、第5話以降での変身バンク演出、新ロボ・新戦士登場編、地方ロケ編、最終回演出など数々の重要エピソードを手掛け、最多エピソードとなる17作品を演出。パイロットは担当していないがメイン監督に近い役割を果たしている。日本映像クリエイティブの沖満は渡辺とは同世代であり、当時導入されたばかりのデジタル合成についてもともに試行錯誤し、第32話のレッドレーサーと怪人がロボの上で戦うカットなど画期的な画作りを行い、合成技術の向上に貢献したことを証言している[17]。
- 『ハリケンジャー』の演出面ではマスクが開いて顔が見えるという設定があるが、これはメイン監督の渡辺の考案による。このアイデアは自身が強烈に印象を受けたという『フラッシュマン』のシャットゴーグルからヒントを得たものであるとのこと[18]。
- 戦隊シリーズで初パイロットを担当した『ハリケンジャー』への渡辺の思い入れは相当強く、プロデューサーから次回作『爆竜戦隊アバレンジャー』や『美少女戦士セーラームーン』 のメイン監督要請もあったが、その依頼を固辞したという[19]。
- 渡辺とは親密で共働することの多い東映の塚田英明の話によると渡辺の口癖は「大丈夫」であり、撮影や打ち合わせで「大丈夫ですよ、塚田さん」と言ったら安心して仕事を任されることができ、特に素敵な出来が保証されるのだと語っている。塚田が渡辺に対する信頼の程が窺え、「渡辺監督はとにかく信頼できる監督であります。お客さんにとってキモチイイ演出を常に誠実に心がけていて、物語を映像で熱く語る演出家です」とも語っている[20]。
- 師匠筋の長石多可男を相当慕っており、長石が『侍戦隊シンケンジャー』で10年ぶりに戦隊に復帰したときは、自ら志願して監督補として現場をサポートした。長石が「立場を考えなさい」と説教したり、プロデューサーの宇都宮孝明が「あなたはローテーション監督ですから」と諭しても、全く聞く耳を持たず「お願いですからやらせてください」と強引に振り切ったという[21]。
- 久々の仮面ライダーシリーズ参加となった『仮面ライダーフォーゼ』だが、当初は12月撮影分の演出のオファーをプロデューサーの塚田から受けていたが、スーパー戦隊シリーズとのスケジュールの兼ね合いで参加が遅れた[22]。（後半にもう一度オファーを受けていたが、こちらもスケジュールの都合で参加できなかった[22]）。渡辺自身は「もう1回監督することができていれば、色々と分かった分、また違う面白いアプローチができていたと思う。」と語っていた[22]。
- 『手裏剣戦隊ニンニンジャー』では、天候不良により3度撮影中止に見舞われた[2]。

## 作品

### テレビドラマ
太字はパイロット作品。
- スーパー戦隊シリーズ（東映・テレビ朝日）
  - 恐竜戦隊ジュウレンジャー（1992年 - 1993年）[注釈 5]
  - 五星戦隊ダイレンジャー（1993年 - 1994年）[23]
  - 忍者戦隊カクレンジャー（1994年 - 1995年）
  - 激走戦隊カーレンジャー（1996年 - 1997年）
  - 救急戦隊ゴーゴーファイブ（1999年 - 2000年）
  - 百獣戦隊ガオレンジャー（2001年 - 2002年）
  - 忍風戦隊ハリケンジャー （2002年 - 2003年）
  - 爆竜戦隊アバレンジャー（2003年 - 2004年）
  - 特捜戦隊デカレンジャー （2004年 - 2005年）
  - 魔法戦隊マジレンジャー （2005年 - 2006年）
  - 轟轟戦隊ボウケンジャー（2006年 - 2007年）
  - 獣拳戦隊ゲキレンジャー（2007年 - 2008年）
  - 炎神戦隊ゴーオンジャー （2008年 - 2009年）
  - 侍戦隊シンケンジャー（2009年 - 2010年）
  - 天装戦隊ゴセイジャー（2010年 - 2011年）
  - 海賊戦隊ゴーカイジャー（2011年 - 2012年）
  - 特命戦隊ゴーバスターズ（2012年 - 2013年）
  - 獣電戦隊キョウリュウジャー（2013年 - 2014年）
  - 烈車戦隊トッキュウジャー（2014年 - 2015年）
  - 手裏剣戦隊ニンニンジャー（2015年 - 2016年）
  - 快盗戦隊ルパンレンジャーVS警察戦隊パトレンジャー（2018年 - 2019年）
  - 騎士竜戦隊リュウソウジャー（2019年 - 2020年）
  - 魔進戦隊キラメイジャー（2020年 - 2021年）
  - 機界戦隊ゼンカイジャー（2021年 - 2022年）
  - 暴太郎戦隊ドンブラザーズ（2022年 - 2023年）
  - 爆上戦隊ブンブンジャー（2024年）[24]
  - ナンバーワン戦隊ゴジュウジャー（2025年）[25]
- メタルヒーローシリーズ（東映・テレビ朝日）
  - 重甲ビーファイター（1995年 - 1996年）[23]
  - ビーロボカブタック（1997年 - 1998年）
  - テツワン探偵ロボタック （1998年 - 1999年）
- 仮面ライダーシリーズ（東映・テレビ朝日）
  - 仮面ライダークウガ（2000年 - 2001年）
  - 仮面ライダーアギト（2001年 - 2002年）
  - 仮面ライダーフォーゼ（2011年 - 2012年）
  - 仮面ライダーゴースト（2015年 - 2016年）
  - 仮面ライダーガッチャード（2023年 - 2024年）[26]
- 木曜の怪談「ゴーストハンター早紀」（1996年、セントラルアーツ・フジテレビ）
- 京都人情捜査ファイル（2015年、東映・テレビ朝日）

### 映画
- スーパー戦隊ワールド（1994年、東映）
- 仮面ライダーワールド（1994年、東映）
- 東映ヒーロー大集合（1994年、東映）
- 忍風戦隊ハリケンジャー シュシュッと THE MOVIE（2002年、東映）
- 特捜戦隊デカレンジャー THE MOVIE フルブラスト・アクション（2004年、東映）
- 天装戦隊ゴセイジャー　エピックON THEムービー（2010年、東映）
- 海賊戦隊ゴーカイジャー THE MOVIE 空飛ぶ幽霊船（2011年、東映）
- 烈車戦隊トッキュウジャーVSキョウリュウジャー THE MOVIE（2015年、東映）
- 劇場版 騎士竜戦隊リュウソウジャーVSルパンレンジャーVSパトレンジャー（2020年、東映）[27]

### オリジナルビデオ
- ビーロボカブタック クリスマス大決戦!!（1997年）
- 救急戦隊ゴーゴーファイブ 激突!新たなる超戦士（1999年）
- 救急戦隊ゴーゴーファイブ スーパービデオ レスキューだましい五つのおしえ（1999年）
- 爆竜戦隊アバレンジャーVSハリケンジャー（2004年）
- 魔法戦隊マジレンジャー スペシャルDVD 「大公開!黄金グリップフォンの超魔法〜ゴル・ゴール・ゴー・ゴー〜」（2005年）
- 魔法戦隊マジレンジャーVSデカレンジャー（2006年）
- 超忍者隊イナズマ!（2006年）
- 轟轟戦隊ボウケンジャーVSスーパー戦隊（2007年）
- 超忍者隊イナズマ!!SPARK（2007年）
- 侍戦隊シンケンジャー スペシャルDVD 「光侍驚変身」（2009年）
- 忍風戦隊ハリケンジャー 10 YEARS AFTER（2013年）
- 炎神戦隊ゴーオンジャー 10 YEARS GRANDPRIX（2018年）
- 暴太郎戦隊ドンブラザーズVSゼンカイジャー（2023年）
- 忍風戦隊ハリケンジャーでござる! シュシュッと20th Anniversary（2023年）
- 特捜戦隊デカレンジャー 20th ファイヤーボール・ブースター（2024年）

### 作詞
- 『ニュータウン小学校校歌』（1990年、『地球戦隊ファイブマン』挿入歌）
- 『ペガサスサンダー GO!GO!GO!』（1996年、『激走戦隊カーレンジャー』挿入歌）
- 『YOUR DREAM ~ROBOTACK AS NO.1~』（1998年、『テツワン探偵ロボタック』挿入歌）